# Bràtskaia Botxarovka
Bràtskaia Botxarovka (en rus: Братская Бочаровка) és un poble de l'óblast de Kursk, a Rússia, que en el cens del 2010 tenia 26 habitants. Pertany al districte de Kastórnoie.